# 捜索連隊
捜索連隊（そうさくれんたい、搜索聯隊）は、大日本帝国陸軍の部隊編制（連隊）の一種で、戦闘斥候を任務とする機動偵察部隊である。また、「連隊」ではなく捜索隊（そうさくたい、搜索隊）と称する類似の編制も存在しており、ともに本項で詳述する。帝国陸軍における軍隊符号は捜索連隊・捜索隊ともにSO。
第二次世界大戦期に旧来の騎兵連隊に替わる部隊として、各師団隷下に設置された。同時期の列強における機械化騎兵連隊・装甲偵察大隊、陸上自衛隊の機甲科偵察隊などに相当する。

## 編成の経緯
陸戦において機動力を生かしての偵察や伝令、襲撃、掃射任務などを担当する兵種としては、古くから騎兵が用いられており陸軍の花形であった。しかし、日露戦争や第一次世界大戦では機関銃が本格的に運用され、機動力や白兵戦における攻撃力に優れるも防御力に劣る乗馬騎兵の戦闘能力に疑問がもたれるようになった。また、自動車の発達が急速に進んだこともあり、列強各国では騎兵部隊の自動車化・機械化が研究されるようになった。
日本陸軍においても、従来は各師団に騎兵連隊や騎兵大隊を設置して偵察や伝令任務を負わせていたが、諸外国に倣いその機械化の研究を進めるようになった。その研究の成果として、1937年（昭和12年）と翌1938年（昭和13年）に新設された師団のうち7個の隷下に、捜索隊（一般用語との混同を避けるため「師団捜索隊」とも呼称された）が編成された。これは、騎兵連隊・騎兵大隊が持っていた2個乗馬中隊のうち、1個中隊だけを装甲車中隊としたものである（詳細後述）。「捜索連隊（連隊）」と称されなかったのは、仮に連隊番号（隊号）を所属する師団番号と同じにした場合、既存騎兵連隊の連隊番号と一部重複するので、混乱を回避するためとされる。
その後、上記7個の師団捜索隊に続き、太平洋戦争（大東亜戦争）開戦までの新設師団の多くには捜索連隊が編成された。さらに、既存の師団が持つ旧来の騎兵連隊の多くも、1940年（昭和15年）以降に順次捜索連隊へと改編された。その際、既存騎兵連隊の有していた軍旗（連隊旗）は奉還された。ただし、師団所属のすべての騎兵連隊が改編されたわけではなく、帝国陸軍の儀仗部隊として「鳳輦供奉」の任にあたっていた近衛師団の近衛騎兵連隊（「近衛騎兵連隊」とは別に「近衛捜索連隊」が編成されている）や、騎兵第3連隊・騎兵第6連隊などは終戦時まで騎兵連隊として残っていた。なお、近衛騎兵連隊をはじめとして、中には騎兵連隊の名称のままでありながら戦車中隊を追加された例なども多数あった。また、戦車師団が誕生するとその編制には通常師団のものより強力な師団捜索隊が加えられた。

## 特色と限界
以上のようにして整備された捜索隊・捜索連隊は、編制内に装甲戦闘車両と自動車化歩兵を持ち、機械化が遅れていた日本陸軍の中では特異な存在となった。特に装甲車中隊に配備された九二式重装甲車・九四式軽装甲車・九七式軽装甲車は、戦車兵以外の兵種が使うことができた唯一の装甲戦闘車両となり、本来の偵察任務を超えて攻撃任務にまで投入された。また、一応の諸兵科連合部隊となっていることから単独戦闘能力を期待され、師団主力から独立しての運用（挺進）が行われることがしばしばあったが、ノモンハン事件の戦例のように兵力の少なさや軽装甲車の非力さ、補給の限界から苦戦することも多かった。
太平洋戦争緒戦の南方作戦においては、その高い機動力を生かして師団の先頭に立ちビルマ攻略戦の戦例のように活躍することも多かった。しかし、中期以降の島嶼戦では機動力発揮の余地が少なく、軽装甲車の性能限界も明らかだったことから、師団主力が前線へ進出する際に分離されて残留することが多くなった。
そもそも捜索連隊は、野戦における攻勢作戦用の部隊であり、島嶼における防御戦、陣地戦には不向き、不要な部隊であった。これは、騎兵においても同様であり、既に日露戦争の旅順要塞戦においても、第3軍所属師団の騎兵連隊は、要塞戦の期間は抽出され他方面の任務に充当されていた。
そのため不要となった捜索連隊は次々に解隊されて、兵員は戦車部隊に振り替えられていった。太平洋戦争中に新設された師団のほとんどは、歩兵大隊編制の丙師団だったり、連隊編制でも当初より捜索連隊を持たなかったりした。
捜索隊・捜索連隊の数は最大時には40隊を超えていたが、終戦時に残っていたのは23隊のみで、そのうち9隊は戦力喪失状態だった。

## 基本編制
捜索連隊は大隊結節を持たず兵力500名以下と連隊としては小規模であり、連隊長も歩兵連隊なら大佐であるところ、後期には少佐ということが多かった。各連隊ごとに編制の差が非常に大きく、しかも同一部隊でも時期によって変化が大きい。以下に掲げるのは基本編制類型である。太平洋戦争においては、軍隊輸送船への船積みの関係で縮小編制とされて出動することが多かった。
- 師団捜索隊 -1937～38年新設の警備師団（第15.第17.第21.第22.第23.第26.第27師団捜索隊）.一部平時編成の乙編制常設師団の捜索連隊。
  - 本部
  - 乗馬中隊　　 　 - 通常の乗馬騎兵。
  - 装甲車中隊 
    - 装甲車小隊    -  軽装甲車 5両。
    - 乗車小隊 　   -  自動車化騎兵（乗用車 1両、自動貨車 4両）。

- 標準的な捜索連隊 -騎兵連隊から改編の甲編制常設師団の捜索連隊、30番台の新設(第32～第37)師団の捜索連隊。
  - 本部
  - 乗馬中隊　  - 通常の乗馬騎兵。
  - 乗車中隊  　- 自動車化騎兵   （九五式小型乗用車.九四式六輪自動貨車など）。
  - 装甲車中隊  - 軽装甲車両 5両（九四式軽装甲車.九七式軽装甲車）。

- - 同上、捜索第38.39連隊の場合。機甲力更に強化編制（馬匹廃止）。
  - 本部
  - 乗車中隊　  - 自動車化騎兵    （九五式小型乗用車.九四式六輪自動貨車など）。
  - 装甲車中隊  - 軽装甲車両 5両 （九四式軽装甲車）。
  - 戦車中隊　  - 軽戦車　　       （九五式軽戦車）。

- 関東軍特種演習で動員された標準的な在満 捜索連隊 - 捜索第8.第12.第19.第20連隊（捜索第1.第23連隊は馬匹廃止による自動車機動とし2コ乗車中隊編成。さらに捜索第23連隊は装甲車を2コ中隊編成に増強）[注釈 3]
  - 本部
  - 乗馬中隊   （2コ小隊.1コ機関銃小隊）   - 乗馬騎兵。
  - 乗車中隊   （3コ小隊）×2　　　　　　  - 自動車化騎兵  
  - 装甲車中隊（2コ小隊） 　　　　　　 　 - 軽装甲車両 7両（九七式軽装甲車）。
  - 自動車中隊（2コ小隊） 　　　　　　     - 自動車 12両。 （九五式小型乗用車.九四式六輪自動貨車など）。

　※ その後の南方派遣時には.海上機動に馬匹.車両随伴を禁止または制限され.ほぼ徒歩編制の小銃.機関銃のみの挺身隊となった。
- 太平洋戦争･南方方面戦時編成・優良装備の捜索連隊 - 初期動員の近衛捜索連隊.捜索第5.第16.第56連隊や、中期動員の捜索第4.第53.第54連隊など。
  - 本部
  - 乗車中隊 　  ×2
  - 装甲車中隊　×2　-  軽装甲車 8両　　（ ※ 装甲車中隊、軽戦車中隊.各1コ中隊に強化された捜索連隊もあり）
  - 通信小隊
  - 整備小隊

※ 捜索第48連隊には、九七式自動二輪車などを60両集中配置した自動二輪車隊が追加された。
※ さらに、比島での捜索第48連隊の活躍を参考にして、捜索第2連隊に自動自転車隊が増加された。
- 戦車師団の師団捜索隊 - ただし、戦車第4師団では当初から欠。
  - 本部
  - 軽戦車中隊（2-3コ) -   軽戦車（九五式軽戦車など）10両
  - 乗車中隊
  - 砲戦車中隊     　     -   砲戦車（実際には九七式中戦車や軽戦車で代用）10両、軽戦車2両
  - 整備中隊

※ 長期外地出征中の第3師団（名古屋).第6師団（熊本)は、内地帰還後に騎兵連隊より捜索連隊への改編を予定したが、戦況悪化により遂に帰還叶わず、主力兵団として騎兵連隊まま戦地にあった。
※ 捜索連隊が設置されず騎兵連隊常衛戍の第52師団（金沢).第55師団（善通寺)や近衛騎兵連隊には戦車中隊を設置し、全国満遍なく機甲教育行ない戦地兵員補充を融通していた。

## 戦例

### ノモンハン事件における第23師団捜索隊
1939年に発生したノモンハン事件では、編成されたばかりの第23師団捜索隊が投入された。第一次ノモンハン事件ではソ連軍の退路を遮断する任務を担い、機動力を生かして背後に迂回することには成功した。しかし、そのまま孤立して包囲されてしまい、捜索隊長の東中佐以下全滅してしまった。
再建後、第二次ノモンハン事件にも出動した。師団主力から離れ日本軍最右翼のフイ高地の守備配置についたが、周辺の満州国軍騎兵が敗走したため孤立してしまった。包囲されながらも奮戦し、ソ連側指揮官が交代させられるほどだったが、最終的に弾薬や食糧が尽きて退却することになった。捜索隊長の井置中佐は無断退却の責任を問われ自決した。

### ビルマの戦いにおける捜索第56連隊
太平洋戦争初期のビルマの戦いでは、第56師団所属の捜索第56連隊が進撃の先頭に立って活躍した。1942年3月26日にラングーンへ上陸した連隊は、まずトングーを占領した。その後、歩兵中隊や輜重隊などの配属を受けて4月1日にトングーを出発すると、中国軍部隊と数十回に渡り交戦しながら北上し、5月4日に目標のバーモを占領した。34日間での進撃距離は1,400km以上に及んだ。

### レイテ島の戦いにおける捜索第1連隊
太平洋戦争後期のフィリピン防衛戦におけるレイテ島の戦いへは、第1師団所属の捜索第1連隊が投入された。捜索第1連隊は、本部と乗馬中隊・乗車中隊・装甲車中隊・自動車中隊1個ずつの編制であったが、フィリピン方面への出発時に縮小編制とされて車両・馬匹をすべて除かれ、本部のほか乗馬中隊を改編した徒歩中隊と機関銃小隊のみの約200名となった。
レイテ島オルモックへ上陸後、戦車第2師団の軽戦車1個小隊などを配属されて師団の先遣隊として北上したが、途中でアメリカ陸軍第24歩兵師団と遭遇戦になった。そのまま後続の師団主力から離れた高地に孤立して防衛戦闘することになり、師団の撤退が始まるまでの1ヶ月以上に渡り防衛には成功したが、撤退命令の伝達が遅れ連隊長以下多くが戦死し、45名のみが脱出できた。

## 部隊一覧
部隊名の後の（　）内は編成地(補充担任)。

### 捜索連隊
原則として連隊番号と同じ番号の師団に隷属する。
- 近衛捜索連隊（東京駒場）- 1940年7月発令、近衛混成旅団騎兵中隊を改編。近衛師団隷属。近衛第2師団編成後は同師団に隷属。
- 捜索第1連隊（東京大橋）- 1939年6月、騎兵第1連隊を改編。レイテ島の戦いで壊滅。
- 捜索第2連隊（仙台）- 1940年9月、騎兵第2連隊を改編。
- 捜索第4連隊（堺曽根）- 1942年6月、騎兵第4連隊を改編。
- 捜索第5連隊（広島）- 1940年7月発令で騎兵第5連隊を改編。
- 捜索第7連隊（旭川）- 1940年8月、騎兵第7連隊を改編。
- 捜索第8連隊（弘前）- 1939年6月、騎兵第8連隊を改編。ルソン島の戦いで壊滅。
- 捜索第10連隊（姫路）- 1940年7月、騎兵第10連隊を改編。ルソン島の戦いで壊滅。
- 捜索第12連隊（久留米）- 1940年7月、騎兵第12連隊を改編。
- 捜索第14連隊（宇都宮）- 1940年7月、騎兵第18連隊を改編。1943年、第14師団の海洋編制化に伴い復帰。
- 捜索第16連隊（京都）- 1940年7月発令で、騎兵第20連隊を改編。ルソン島の戦いで壊滅。
- 捜索第19連隊（羅南）- 1940年8月、騎兵第27連隊を改編。1945年、主力は独立混成第103旅団捜索隊（後掲）に改編。
- 捜索第20連隊（龍山）- 1940年7月発令で、騎兵第28連隊改編。師団南方転出に際しては朝鮮残留。留守第20師団に編合。
- 捜索第23連隊（熊本）- 第23師団捜索隊（後掲）を改編。ルソン島の戦いで壊滅。
- 捜索第24連隊（旭川）- 1939年10月編成下令。沖縄戦で壊滅。
- 捜索第30連隊（平壌）- 1943年5月編成下令。ミンダナオ島の戦いで壊滅。
- 捜索第32連隊（東京大橋）- 1939年2月騎兵第1連隊補充隊で編成。1941年5月復帰。
- 捜索第33連隊（仙台/宇都宮）- 1939年2月騎兵第2連隊補充隊で編成下令。1941年5月復帰。
- 捜索第34連隊（堺.曽根）- 1939年2月騎兵第4連隊補充隊で編成下令。1943年5月復帰。
- 捜索第35連隊（旭川/東京大橋）- 1939年2月騎兵第7連隊補充隊で編成下令。1941年5月復帰。
- 捜索第36連隊（弘前）- 1939年2月騎兵第8連隊補充隊で編成下令。1941年5月復帰。
- 捜索第37連隊（久留米/熊本）- 1939年2月騎兵第12連隊補充隊で編成。1941年5月復帰。
- 捜索第38連隊（名古屋）- 1939年2月騎兵第3連隊補充隊で編成下令。1941年5月復帰。
- 捜索第39連隊（広島） - 1939年2月騎兵第5連隊編成下令。1945年5月満州移駐時復帰解隊。
- 捜索第42連隊（仙台）- 1943年5月 捜索第2連隊補充隊で編成下令。1944年4月復帰解隊。
- 捜索第43連隊（名古屋）- 1943年5月騎兵第3連隊補充隊で編成下令。師団の海洋編制化に伴い復帰。サイパン島の戦いで壊滅。
- 捜索第46連隊（熊本）- 1943年5月 騎兵第6連隊補充隊で編成下令。師団の海洋編制化に伴い復帰
- 捜索第48連隊（鳳山）- 1940年11月 騎兵第6連隊補充隊で編成下令。
- 捜索第50連隊（鳳山）- 1944年5月編成下令で、捜索第48連隊補充隊を改編。
- 捜索第51連隊（宇都宮）- 1940年7月騎兵第18連隊で編成下令。1944年に解隊。残存人員をもって第17師団捜索隊（2代目・後掲）を仮編。
- 捜索第53連隊（京都）- 1941年9月 捜索第16連隊で編成下令、翌年完結。
- 捜索第54連隊（姫路）- 1940年7月騎兵第10連隊で編成下令、8月完結。ビルマの戦いで壊滅。
- 捜索第56連隊（久留米）- 1940年7月騎兵第12連隊で編成下令、8月完結。
- 捜索第57連隊（弘前）- 1940年7月騎兵第8連隊で編成下令。1945年3月の師団内地移動時に編合を離れ、満州で終戦。
- 捜索第107連隊（阿爾山/弘前）- 1944年5月編成下令。
- 捜索第119連隊（ハイラル/東京大橋）- 1944年10月、第23師団のフィリピン進出にあたり、捜索第23連隊の残置人員機材をもって編成。

### 捜索隊
第15・17・22師団捜索隊の復帰後、装甲車中隊は師団戦車隊に改編。第21師団捜索隊の復帰後、装甲車中隊は歩兵団装甲車中隊に改編。
- 第15師団捜索隊（名古屋[3]/京都）- 1938年4月編成下令。1940年7月復帰。
- 第17師団捜索隊（姫路）- 初代。1938年4月編成下令。1940年7月復帰。
  - 第17師団捜索隊（ニューブリテン島）- 2代目。解隊した捜索第51連隊の残存人員から仮編。
- 第21師団捜索隊（弘前/金沢）- 1938年4月編成下令。1941年5月復帰。
- 第22師団捜索隊（宇都宮/仙台）- 1938年4月編成下令。1939年3月騎兵第22大隊に改変。
- 第23師団捜索隊（久留米/熊本）- 1938年4月編成下令。ノモンハン事件後に捜索第23連隊に改編。
- 第26師団捜索隊（名古屋）- 1937年9月編成下令、独立混成第11旅団の独立騎兵第11中隊基幹に翌月完結。1944年7月復帰解隊。
- 第27師団捜索隊（天津/東京大橋）- 1938年6月編成下令、支那駐屯騎兵隊と支那駐屯戦車隊を基幹に7月完結。1943年5月満州移駐時復帰。
- 戦車第1師団捜索隊（福岡）- 第8師団戦車隊と騎兵第3旅団戦車隊基幹で編成。1944年3月戦車第26連隊に改編。
- 戦車第2師団捜索隊（久居）ニューブリテン島 - 第12師団戦車隊基幹で編成。1944年3月戦車第27連隊に改編。
- 戦車第3師団捜索隊（習志野）- 騎兵第1.第4旅団戦車隊、第27師団捜索隊装甲車中隊基幹で編成。
- 独立混成第103旅団捜索隊（高雄/久留米）- 第19師団のフィリピン進出先発船団の海没で、進出断念し台湾に滞留した後発隊の歩兵.砲兵.捜索連隊の一部で独立混成旅団編成。